# Festa do Senhor Bom Jesus de Tremembé
Festa Senhor Bom Jesus de Tremembé é uma festividade religiosa católica realizada na cidade de Tremembé, estado de São Paulo.

## História
Inicialmente a festa se dava pela reunião de tropeiros e viajantes que acampavam ao lado do santuário para homenagear o Senhor Bom Jesus, eles faziam cantorias e fogueiras na pequena cidade e a comunidade também aderia ao movimento de fé, que se mantém em torno de 300 anos de existência. A festa de Bom Jesus em sua origem mantinha um caráter mais religioso com procissões e orações,com o passar do tempo acrescentou-se o lado do entretenimento e potencial turístico, agregando outras atratividades para as pessoas que participam e movimentando a economia no local. A organização ficava por conta dos moradores da região e da igreja, mas atualmente é organizada pela prefeitura de Tremembé.

## A Igreja
Originariamente construída em taipa de pilão sua história começa em 1669, quando o capitão-mor Manuel da Costa Cabral obteve permissão para levantar em sua propriedade uma capela para abrigar a imagem. Logo peregrinos e romeiros começaram a visitar o local atraídos pelas histórias de bênçãos e milagres com a apreciação das boas condições climáticas e geográficas acabaram se instalando nas proximidades. A capela, depois de ampliada, foi nomeada pelo Papa Paulo VI como Basílica Menor do Senhor Bom Jesus de Tremembé e abriga, até os dias de hoje, a imagem do Santo.

## Culto ao Bom Jesus
A devoção do Senhor Bom Jesus, faz parte do nosso patrimônio cultural, tradição que foi trazida pelos portugueses e preservada em diferentes locais pela devoção dos fiéis e padres. Existem igrejas, capelas e santuários espalhados por todo território onde houve a passagem dos colonizadores, que espalharam sua cultura de culto ao Bom jesus. Os primeiros vestígios do culto ao nosso Senhor Bom Jesus, no Brasil, remonta ao ano de 1700, em pequenos vilarejos que se tornariam cidades. Mas, em todo o Brasil, muitas Igrejas e Capelas foram construídas para preservar a imagem do Nosso Senhor Bom Jesus.

## A Festa
É realizada como a grande parte das festas de santos padroeiros, geralmente missas e orações e visita a imagem de Bom jesus onde os fiéis vem agradecer ou fazer pedidos, sempre com número crescente de participantes a festa também carrega um pouco de quermesse com suas barracas de comidas típicas e grupos de jovens se divertindo, bem diferente da época em que pessoas vinham de várias partes para acampar em torno da igreja e animavam a pequena comunidade. A festa de bom jesus de Tremembé cresceu sem perder sua tradição e é conhecida e lembrada carinhosamente por todo vale do paraíba. A melhoria do transporte da região influenciou bastante para que mais pessoas pudessem participar do evento.
Entre os seus atrativos estão apresentações de bandas conhecidas pelo grande público, barracas servindo comidas típicas e doces da região, artesanatos, parque de diversões e muita animação.
A prefeitura de Tremembé é administradora da festa e realiza um trabalho eficiente para manter a segurança, organização e limpeza do local mantendo assim uma ótima impressão aos que visitam a cidade e participam deste evento, além de contribuir com que a tradição religiosa ao Senhor Bom Jesus possa ser mantida pelos fiéis.
O encerramento da festa se dá com uma queima de fogos.

## Comidas típicas
A festa possui uma grande variedade de barracas de comidas típicas e doces, são salgados e doces populares encontrados em grande parte das quermesses entre as opções destacam-se o lanche de pão com linguiça caseira, cachorro quente, pamonha, crepe, cocada, quebra queixo, amendoim, espetinho de frutas com chocolate, maçã do amor.
Na festa também são montadas barracas especializadas em bebidas diversas.

## Atrações
A programação religiosa inclui a procissão, missa e subida da imagem do Senhor Bom Jesus do Tremembé, em seguida inicia- se os shows musicais, apresentação de teatro da Paixão, exposição “cantinho da Criança” na qual brincadeiras, oficinas e pinturas fazem parte do evento.
O parque de diversões  disponibiliza cerca de 40 atrações para a família e o público jovem, mediante a compra de ingressos.
Há também a tradicional queima de fogos no dia 6 de agosto, o dia do Padroeiro da cidade, a qual reúne milhares de pessoas para prestigiar o belíssimo show pirotécnico.